# Cruz Naranjos
Cruz Naranjos är en ort i Mexiko.   Den ligger i kommunen Tuxpan och delstaten Veracruz, i den sydöstra delen av landet, 240 km nordost om huvudstaden Mexico City. Cruz Naranjos ligger 24 meter över havet och antalet invånare är 712.
Terrängen runt Cruz Naranjos är platt. Runt Cruz Naranjos är det ganska tätbefolkat, med 160 invånare per kvadratkilometer. Närmaste större samhälle är Tuxpan de Rodríguez Cano, 3,8 km sydost om Cruz Naranjos. Trakten runt Cruz Naranjos består till största delen av jordbruksmark.